# Seznam skladeb Zdeňka Fibicha
Toto je seznam skladeb Zdeňka Fibicha uspořádaný pole žánru, čísla H., opusového čísla, data kompozice a názvu. Čísla H. jsou uvedena podle publikace Zdeněk Fibich: Tematický katalog Vladimíra Hudce (Praha, 2001).
| Žánr                        | H.      | Opus  | Datum kompozice                                   | Název (případně český překlad) | Poznámky |
| --------------------------- | ------- | ----- | ------------------------------------------------- | --- | --- |
| Opera                       | 149     | –     | 1870–1871                                         | Bukovín | romantická opera o 3 dějstvích, libreto Karel Sabina, úprava Otakar Hostinský |
| Opera                       | 216     | 50    | 1874–1877                                         | Blaník | zpěvohra o 3 dějstvích, libreto Eliška Krásnohorská |
| Opera                       | 268     | 18    | 1882–1883                                         | Nevěsta messinská | tragická zpěvohra ve 3 dějstvích, libreto Otakar Hostinský podle stejnojmenné hry Friedricha Schillera |
| Opera                       | 309     | 40    | 1893–1894                                         | Bouře | zpěvohra o 3 dějstvích, libreto Jaroslav Vrchlický podle stejnojmenné hry Williama Shakespearea |
| Opera                       | 314     | 43    | 1894–1895                                         | Hedy | zpěvohra o 4 dějstvích, libreto Anežka Schulzová podle Byronova eposu Don Juan |
| Opera                       | 321     | 51    | 1896–1897                                         | Šárka | zpěvohra o 3 dějstvích, libreto Anežka Schulzová |
| Opera                       | 325 326 | 55 60 | 1898–1899 1898 1898–1899                          | Pád Arkuna: Helga, předehra opery Pád Arkuna Dargun, zpěvohra o 3 dějstvích, dil II. opery Pád Arkuna | zpěvohra o předehře a třech dějstvích, libreto by Anežka Schulzová |
| Melodram                    | 198     | 9     | 1874                                              | Štědrý den | pro vypravěče s průvodem klavíru; orchestrováno roku 1899; text Karel Jaromír Erben |
| Melodram                    | 226     | –     | 1877                                              | Pomsta květin | pro vypravěče s průvodem klavíru; text Ferdinand Freiligrath, překlad Jaroslav Vrchlický |
| Melodram                    | 240     | 14    | 1878                                              | Věčnost | pro vypravěče s průvodem klavíru; text Rudolf Mayer |
| Melodram                    | 267     | 15    | 1883                                              | Vodník | pro vypravěče s průvodem orchestru; text Karel Jaromír Erben |
| Melodram                    | 271     | –     | 1883                                              | Královna Ema | pro vypravěče s průvodem klavíru; text Jaroslav Vrchlický |
| Melodram                    | 293     | 30    | 1888                                              | Hakon | pro vypravěče s průvodem klavíru; text Jaroslav Vrchlický |
| Melodram                    | 294     | 31    | 1888–1889                                         | Hippodamie – Námluvy Pelopovy | scénický melodram o 4 dějstvích, text Jaroslav Vrchlický |
| Melodram                    | 296     | 32    | 1890                                              | Hippodamie – Smír Tantalův | scénický melodram o 4 dějstvích, text Jaroslav Vrchlický |
| Melodram                    | 298     | 33    | 1891                                              | Hippodamie – Smrt Hippodamie | scénický melodram o 4 dějstvích, text Jaroslav Vrchlický |
| Scénická hudba              | 7       | –     | 1865                                              | Ouvertura k Shakespearovu dramatu Romeo a Julie | |
| Scénická hudba              | 8       | –     | 1865                                              | Závěrečná hudba k Shakespearovu dramatu Romeo a Julie | |
| Scénická hudba              | 829     | –     | 1866                                              | Meziaktní hudba k dramatu Clavigo | od Johanna Wolfganga von Goetha |
| Scénická hudba              | 861     | –     | 1868                                              | Pijácký sbor z hry Antonius a Kleopatra | od Williama Shakespearea |
| Scénická hudba              | 115     | –     | 1869                                              | Zigeunerlied – Cikánská píseň ze hry Götz z Berlichingenu | od Johanna Wolfganga von Goetha |
| Scénická hudba              | 153     | –     | 1871                                              | Pražský žid | hudba ke hře Josefa Jiřího Kolára |
| Scénická hudba              |         | –     | 1876                                              | Veřejné tajemství | hudba ke hře Carla Gozziho |
| Scénická hudba              | 220     | –     | 1877                                              | Dora | hudba ke hře Victoriena Sardoua |
| Scénická hudba              | 913     | –     | 1876                                              | Dudácká a sbor vil k Strakonickému dudáku | hudba ke hře Josefa Kajetána Tyla |
| Scénická hudba              | 225     | –     | 1877                                              | Stará panna | hudba ke hře Alexandra Bergena |
| Scénická hudba              | 153     | –     | 1871                                              | Zpěv exulantů z tragédie Pražský žid | od Josefa Jiřího Kolára |
| Scénická hudba              | 914     | –     | 1877                                              | Pochod Pappenheimů z Valdštýnova tábora | hudba ke hře Friedricha Schillera |
| Scénická hudba              | 920     | –     | 1878                                              | Měsíček jak mazaneček | kuplet do hry Pan Měsíček obchodník od Ladislava Stroupežnického |
| Scénická hudba              | 274     | –     | 1883                                              | Hudba k živému obrazu pro otevření Národního divadla | |
| Scénická hudba              | 926     | –     | 1883                                              | Drahomíra | hudba k dramatu Jaroslava Vrchlického |
| Scénická hudba              | 284     | 26    | 1886                                              | Noc na Karlštejně | ouvertura k veselohře Jaroslava Vrchlického; úprava pro čtyřruční klavír 1886 |
| Scénická hudba              | 295     | –     | 1890                                              | Midasovy uši | hudba ke hře Jaroslava Vrchlického |
| Scénická hudba              | 301     | –     | 1892                                              | Pietro Aretino | hudba k veselohře Jaroslava Vrchlického |
| Scénická hudba              | 303     | –     | 1892                                              | Hudba k živému obrazu při oslavě 300. narození J. A. Komenského | |
| Scénická hudba              | 318     | –     | 1896                                              | Neklan | hudba k tragédii Julia Zeyera |
| Scénická hudba              | 329     | –     | 1896–1900                                         | Píseň pro Bohumila Ptáka | |
| Orchestrální hudba          | 153     | –     | 1871                                              | Pražský žid | Ouvertura |
| Orchestrální hudba          | 156     | –     | 1871–1872                                         | Orchestrální fantasie ve formě ouvertury | |
| Orchestrální hudba          | 177     | 6     | 1873                                              | Othello | symfonická báseň podle stejnojmenné hry Williama Shakespearea; úprava pro čtyřruční klavír |
| Orchestrální hudba          | 179     | 37    | 1873                                              | Záboj, Slavoj a Luděk | symfonická báseň; úprava pro čtyřruční klavír 1893 |
| Orchestrální hudba          | 180     | 35    | 1873                                              | Veseloherní předehra | původně Op. 19; úprava pro čtyřruční klavír |
| Orchestrální hudba          | 197     | 49    | 1874–1875                                         | Toman a lesní panna | symfonická báseň; úprava pro čtyřruční klavír 1875 |
| Orchestrální hudba          | 208     | –     | 1876                                              | Prolog k otevření Nového českého divadla | |
| Orchestrální hudba          | 259     | 46    | 1880                                              | Bouře | symfonická báseň podle stejnojmenné hry Williama Shakespearea; úprava pro čtyřruční klavír 1896 |
| Orchestrální hudba          | 263     | –     | 1881                                              | Velká hudební monographie stavby Národního divadla | |
| Orchestrální hudba          | 262     | 13    | 1881                                              | Vesna | symfonická báseň; úprava pro čtyřruční klavír 1882 |
| Orchestrální hudba          | 270     | 17    | 1877–1883                                         | Symfonie č. 1 F dur | úprava pro čtyřruční klavír 1883 |
| Orchestrální hudba          | 299     | –     | 1891                                              | Fanfáry k Jubilejní výstavě | |
| Orchestrální hudba          | 302     | 34    | 1892                                              | Komenský, Slavnostní ouvertura | úprava pro čtyřruční klavír 1892 |
| Orchestrální hudba          | 304     | 38    | 1892–1893                                         | Symfonie č. 2 Es dur | úprava pro čtyřruční klavír 1893 |
| Orchestrální hudba          | 306     | 39    | 1893                                              | V podvečer | symfonická selanka; úprava pro čtyřruční klavír 1898 |
| Orchestrální hudba          | 323     | 52    | 1898                                              | Oldřich a Božena | koncertní předehra; úprava pro čtyřruční klavír 1898 |
| Orchestrální hudba          | 324     | 53    | 1898                                              | Symfonie č. 3 e moll | úprava pro čtyřruční klavír 1898 |
| Orchestrální hudba          |         | 54    | 1897–1898                                         | Dojmy z venkova | orchestrální suita; úprava pro čtyřruční klavír |
| Komorní hudba               | 114     | 27    | 1869                                              | Sonatina d moll | pro housle a klavír |
| Komorní hudba               | 174     | –     | 1872                                              | Klavírní trio f moll | pro housle, violoncello a klavír |
| Komorní hudba               | 183     | –     | 1873                                              | Jasná noc | pro housle a klavír |
| Komorní hudba               | 188     | 11    | 1874                                              | Klavírní kvartet e moll | pro housle, violu, violoncello a klavír |
| Komorní hudba               | 189     | –     | 1874                                              | Smyčcový kvartet č. 1 A dur | pro dvoje housle, violu a violoncello |
| Komorní hudba               | 193     | –     | 1874                                              | Houslová sonáta C dur | pro housle a klavír |
| Komorní hudba               | 199     | –     | 1875                                              | Houslová sonáta D dur | pro housle a klavír |
| Komorní hudba               | 214     | –     | 1876                                              | Klavírní trio Es dur | pro housle, violoncello a klavír |
| Komorní hudba               | 238     | –     | 1878                                              | Koncertní polonéza | pro housle a klavír |
| Komorní hudba               | 252     | 8     | 1878                                              | Smyčcový kvartet č. 2 G dur | pro dvoje housle, violu a violoncello |
| Komorní hudba               | 257     | 10    | 1879                                              | Romance B dur | pro housle a klavír |
| Komorní hudba               | 265     | –     | 1882                                              | Píseň bez slov | pro dvoje housle a klavír |
| Komorní hudba               | 269     | –     | 1883                                              | Thema con variazione pro smyčcový kvartet | pro dvoje housle, violu a violoncello |
| Komorní hudba               |         | 16    | 1879                                              | Selanka | pro klarinet (nebo housle) a klavír (nebo orchestr) |
| Komorní hudba               |         | 39a   | 1893                                              | Poem v Des dur | úprava části selanky V podvečer pro housle a klavír od Jana Kubelíka |
| Komorní hudba               | 308     | 42    | 1893                                              | Klavírní kvintet D dur | pro housle, klarinet, lesní roh, violoncello a klavír |
| Skladba pro klavír (4 ruce) | 223     | 19    | 1870–1877                                         | Maličkosti, řada I. | |
| Skladba pro klavír (4 ruce) | 272     | 20    | 1883                                              | 2 Vigiliae | orchestrováno 1885 |
| Skladba pro klavír (4 ruce) | 280     | 22    | 1869–1885                                         | Zlatý věk | 12 miniatur |
| Skladba pro klavír (4 ruce) | 282     | 24    | 1868 1885                                         | Fugato (1868) a Kolo víl (1885) | |
| Skladba pro klavír (4 ruce) | 281     | 25    | 1868 1885                                         | Ciacona (1868) a Impromptu (1885) | |
| Skladba pro klavír (4 ruce) | 222     | –     | 1877                                              | Suita g moll | 3 drobné skladby |
| Skladba pro klavír (4 ruce) | 288     | 28    | 1886                                              | Sonáta B dur | |
| Skladba pro klavír (4 ruce) |         | –     | 1894                                              | Dvě čtyřruční kousky | |
| Skladba pro klavír (4 ruce) | 312     | 48    | 1893–1894                                         | Maličkosti, řada II. | 4 drobné skladby |
| Skladba pro klavír          |         | 1     | 1865                                              | Jaro | |
| Skladba pro klavír          |         | 2     | 1865–1866                                         | Pět lístků do památníku 1. Věnování 2. Fantastický kousek 3. Norská píseň rybářská 4. Capriccio 5. Epilog | |
| Skladba pro klavír          |         | 4     | 1866 1871                                         | Dvě scherza 1. e moll 2. Es dur | |
| Skladba pro klavír          | 129     | –     | 1871                                              | Mazurek H dur | |
| Skladba pro klavír          | 206     | –     | 1875?                                             | Offenheim-Waltzer (Offenheimský valčík) | vydáno pod pseudonymem Giovanni Mihuczeni |
| Skladba pro klavír          |         | –     | 1877                                              | Thema con variazione in B dur (Téma a variace B dur) | |
| Skladba pro klavír          |         | –     | 1880–1881                                         | Valčík C dur | |
| Skladba pro klavír          | 266     | –     | 1882                                              | Polka A dur | |
| Skladba pro klavír          |         | –     | 1883                                              | 12.VIII.1881–18.X.1883 | |
| Skladba pro klavír          |         | –     | 1885                                              | Dvě rondina | |
| Skladba pro klavír          | 290     | 29    | 1887                                              | Z hor | suita 7 drobných skladeb |
| Skladba pro klavír          |         | –     | 1891                                              | Zastaveníčko, Serenáda G dur | |
| Skladba pro klavír          |         | –     | 1897                                              | Dolce far niente | |
| Skladba pro klavír          | 311     | 41    | 1891–1894                                         | Nálady, dojmy a upomínky [č. 1] | 171 drobných skladeb (č. 1–171) |
| Skladba pro klavír          | 315     | 44    | 1895                                              | Nálady, dojmy a upomínky (Novela) [No. 2] | 33 drobných skladeb (č. 172–204) |
| Skladba pro klavír          | 319     | 47    | 1895–1896                                         | Nálady, dojmy a upomínky [č. 3] | 148 drobných skladeb (č. 205–352) |
| Skladba pro klavír          | 327     | 57    | 1896–1898                                         | Nálady, dojmy a upomínky [č. 4] | 24 drobných skladeb (č. 353–376) |
| Skladba pro klavír          | 328     | 56    | 1898–1899                                         | Malířské studie 1. Lesní samota 2. Spor masopustu s postem 3. Rej blažených 4. Io a Jupiter 5. Zahradní slavnost | |
| Sbor                        | 167     | –     | 1872                                              | U mohyly | pro sbor a čtyřruční klavír; slova Jiljí Jahn |
| Sbor                        | 187     | 55    | 1872–1874                                         | Meluzína | balada (kantáta) na slova Gottfrieda Kinkela pro sóla, smíšený sbor a orchestr |
| Sbor                        | 192     | –     | 1872–1874                                         | Svatební scéna | kantáta pro sóla, sbor a orchestr |
| Sbor                        | 218     | –     | 1877                                              | Tichá noc | pro mužský sbor; slova Gustav Pfleger-Moravský |
| Sbor                        | 219     | –     | 1877                                              | Vytrvej! | pro mužský sbor; slova Eliška Krásnohorská |
| Sbor                        | 233     | –     | 1877                                              | Frühlingslob (Chvála jara) | pro smíšený sbor; slova Ludwig Uhland |
| Sbor                        | 236     | –     | 1878                                              | Ždání / Prosba | slova Heinrich Heine |
| Sbor                        | 241     | –     | 1878                                              | Kantáta na památku pětistého výročí úmrtí Karla IV. | slova Josef Srb-Debrnov |
| Sbor                        | 255     | –     | 1879                                              | Žalm 64 | pro smíšený sbor; biblický text |
| Sbor                        | 261     | 23    | 1880–1881                                         | Jarní romance | kantáta na slova Jaroslava Vrchlického pro soprán, bas, sbor a orchestr |
| Sbor                        | 276     | –     | 1884                                              | Letní | pro dětský sbor; slova Vilma Sokolovská |
| Sbor                        | 279     | 21    | 1885                                              | Missa brevis F dur | pro sbor a varhany (smyčcový orchestr ad lib.) |
| Sbor                        | 701     | –     | 1886                                              | Nechoď tam, pojď radš k nám | lidová píseň pro ženský sbor |
| Sbor                        | 702     | –     | 1886                                              | Ó Velvary | lidová píseň pro mužský sbor |
| Sbor                        | 703     | –     | 1886                                              | Proč bychom veselí nebyli? | lidová píseň pro mužský sbor |
| Sbor                        | 704     | –     | 1886                                              | Proč sem jdeš? | lidová píseň pro ženský sbor |
| Píseň                       | 15      | –     | 1865                                              | Wünsch (Přání) | slova Friedrich Rückert |
| Píseň                       | 18      | –     | 1865                                              | König Wiswamistra (Král Wiswamistra) | slova Heinrich Heine |
| Píseň                       | 22      | –     | 1865                                              | Ende (Konec) | slova Heinrich Heine |
| Píseň                       | 67      | –     | 1866                                              | Eisblumen (Ledové květy) | slova Moritz Gottlieb Saphir |
| Píseň                       | 70      | –     | 1866                                              | Dein Bild (Tvůj obraz) | slova Moritz Gottlieb Saphir |
| Píseň                       | 71      | –     | 1866                                              | Ihr Lied (Její píseň) | slova Heinrich Heine |
| Píseň                       | 73      | –     | 1866                                              | Am Meer (U moře) | slova Heinrich Heine |
| Píseň                       | 76      | –     | 1866                                              | Wandl' ich in dem Wald (Když se procházím lesem) | slova Heinrich Heine |
| Píseň                       | 77      | 3     | 1865–1866 1865 1866                               | Dva zpěvy (Zwei Gesänge) 1. Ich will meine Seele tauchen (Chci ponořit svou duši) 2. Sommerabend (Letní večer) | pro hlas a klavír; slova Heinrich Heine |
| Píseň                       | 82      | –     | 1867                                              | Verloren (Ztracený) | slova Joseph von Eichendorff |
| Píseň                       | 86      | –     | 1867                                              | Ihr Bildnis (Její podobizna) | slova Heinrich Heine |
| Píseň                       | 87      | –     | 1867                                              | Wasserfahrt (Cesta po vodě) | slova Heinrich Heine |
| Píseň                       | 92      | –     | 1868                                              | Mädchen mit dem roten Mündchen (Děvče s rudými rtíky) | slova Heinrich Heine |
| Píseň                       | 93      | –     | 1868                                              | Nachtlied (Noční píseň) | slova Joseph von Eichendorff |
| Píseň                       | 94      | –     | 1868                                              | An ein Mädchen (Děvčeti) | slova J. F. Degen |
| Píseň                       | 100     | –     | 1868                                              | Bitte (Prosba) | slova Nicolaus Lenau |
| Píseň                       | 101     | –     | 1868                                              | Oh, wär' ich ein See (Ó, být tak jezerem) | slova Háfiz |
| Píseň                       | 106     | –     | 1869                                              | Altes Lied (Es was ein alter König) (Stará píseň (Byl starý král)) | slova Heinrich Heine |
| Píseň                       | 107     | –     | 1869                                              | Frage (Was soll ich sagen?) (Otázka (Co mám říci?)) | slova Adelbert von Chamisso |
| Píseň                       | 116     | –     | 1869                                              | An den Mond (K měsíci) | slova Johann Wolfgang von Goethe |
| Píseň                       | 120     | –     | 1869                                              | Fürbitte der Blumen (Přímluva květin) | slova Heinrich Heine |
| Píseň                       | 121     | –     | 1869                                              | Sturmnacht (Bouřlivá noc) | slova Heinrich Heine |
| Píseň                       | 122     | –     | 1869                                              | Am Meeresstrande / Abend am Meere (Na mořském břehu / Večer u moře) | slova skladatel |
| Píseň                       | 127     | –     | 1870                                              | Dein Bild (Tvůj obraz) | slova Heinrich Heine |
| Píseň                       | 130     | –     | 1870                                              | Erwartung (Očekávání) | první zhudebnění; slova Heinrich Heine |
| Píseň                       | 133     | –     | 1870                                              | Erwartung (Očekávání | druhé zhudebnění; slova Heinrich Heine |
| Píseň                       | 134     | –     | 1871                                              | Wilhelm Meisters Lehrjahre (Viléma Meistera léta učednická) 1. Lied der Mignon (Heiß mich nicht reden) (Píseň Mignon (Nechtěj, abych mluvila)) 2. Lied des Mignon (So laßt mich scheinen) (Píseň Mignon (Nehte mne zářit)) 3. Kennst du das Land (Znáš onu zemi) 4. Lied der Mignon (Nur wer die Sehnsucht kennt) (Píseň Mignon (Jen kdo tu touhu zná)) 5. Lied des Harfners (An die Türen will ich schleichen) (Píseň harfeníka (Kol dveří se budu plížit)) 6. Lied des Harfners (Wer nie sein Brot mit Tränen aß) (Píseň harfeníka (Kdo nikdy svůj chléb nejedl se slzami)) 7. Philinens Lied (Philinina píseň) 8. Des Harfners Lied (Wer sich der Einsamkeit ergibt) (Píseň harfeníka (Kdo se oddá samotě)) 9. Des Harfners Ballade (Der Sänger) (Was hör' ich draußen von dem Tor) (Balada harfeníka (Pěvec) (Co to slyším venku přede dveřmi)) | 9 písní, slova z románu Viléma Meistera léta učednická Johanna Wolfganga von Goetha |
| Píseň                       | 135     | –     | 1871                                              | Píseň Hildebrantova (Hildenbrandlied) | slova Joseph Viktor Schleffel |
| Píseň                       | 145     | –     | 1871                                              | Die Höh'n und Berge (Vrchy a hory) | slova Joseph von Eichendorff |
| Píseň                       | 146     | –     | 1871                                              | Mein Knecht! Steh' auf! (Pacholku! Vstávej!) | slova Heinrich Heine |
| Píseň                       | 148     | 5     | 1871                                              | Patero písní z Večerních písní 1. Umlklo stromů šumění 2. Na nebi plném hvězdiček 3. Ty dívko zvláště líbezná 4. Tvé oko krásné jezero 5. Přilítlo jaro zdaleka | pro hlas a klavír; básně sbírky Večerní písně Vítězslava Hálka |
| Píseň                       | 150     | –     | 1871                                              | Tři písně 1. Róže 2. Na nebi měsíc s hvězdami 3. Tak často mi to připadá | 1. slova z Rukopisu královédvorského 2. a 3. slova Vítězslav Hálek |
| Píseň                       | 155     | –     | 1871                                              | Dvě písně z Rukopisu královédvorského 1. Skřívánek 2. Opuščená | |
| Píseň                       | 157     | –     | 1871–1872                                         | Patero zpěvů 1. Tak mne kouzlem ondy jala 2. Kdyby všecky slzičky 3. Róže 4. Na nebi měsíc s hvězdami 5. Tak často mně to připadá | slova František Čelakovský, Rukopis královédvorský a Vítězslav Hálek |
| Píseň                       |         | –     | 1872                                              | Der Asra (Asra) | slova Heinrich Heine |
| Píseň                       | 160     | –     | 1872                                              | Es haben uns're Herzen (Naše srdce) | slova Heinrich Heine |
| Píseň                       |         | –     | 1872                                              | Die Sterbende (Umírající) | slova Adelbert von Chamisso |
| Píseň                       |         | –     | 1872                                              | Neun Gedichte (Devět básní) | |
| Píseň                       | 171     | –     | 1872                                              | Drei Lieder (Tři písně) 1. Tränen (Slzy) 2. Abschied (Rozloučení) 3. Nach Sevilla (Do Sevilly) | pro hlas a klavír 1. slova Adalbert von Chamisso 2. slova Joseph von Eichendorff 3. slova Clemens Brentano |
| Píseň                       | 172     | –     | 1871–1872                                         | Osm dvojzpěvů 1. Tam pod javorem jinoch spal 2. Když patřím na kvítečka 3. Ty perly modrojasné 4. Po lásce tvé jsem toužil 5. Toužebný jara již zavítal čas 6. Jak hvězdy nebes kvítí 7. O tobě sním, když země v ranní záři se rozplývá 8. V kterém kraji poutník složí slabé údy naposled? | pro dva hlasy a klavír; slova Josef Srb-Debrnov podle Joseph von Eichendorffa, Heinricha Heineho, Adelberta von Chamissa, Friedricha Rückerta a Johanna Wolfganga von Goetha |
| Píseň                       |         | –     | 1872                                              | Erlkönigs Tochter (Dcera krále Olšovína) | slova Johann Gottfried Herder |
| Píseň                       | 181     | 7     | 1872–1873 1872 1873 1872 1873                     | Vier Balladen (Čtyři balady) 1. Der Spielmann (Šumař) 2. Waldnacht (Lesní noc) 3. Loreley 4. Tragödie (Tragédie) | pro hlas a klavír 1. slova Adalbert von Chamisso 2. slova Hermann Lingg 3. a 4. slova Heinrich Heine |
| Píseň                       | 182     | –     | 1873                                              | Jest mnoho domů na světě | Kánon pro soprán a alt; slova Ladislav Quis |
| Píseň                       | 204     | –     | 1875                                              | Kytice | slova z Rukopisu královédvorského |
| Píseň                       | 205     | –     | 1875                                              | Žežhulice | slova z Rukopisu královédvorského |
| Píseň                       | 221     | –     | 1877                                              | Jahody | slova z Rukopisu královédvorského |
| Píseň                       | 227     | –     | 1874–1877 1875 1876 1875 1876 1874 1876 1877 1877 | Neue Lieder (Nové písně) 1. Sprecht ihr mitternacht'gen Sterne (Mluvíte-li, půlnoční hvězdy) 2. Oh rauh der Herbst (Drsný podzim) 3. Die Sennin (Salašnice) 4. Wie der Mond (Jako měsíc) 5. Wie bist du meine Königin (Jak jsi má královna) 6. Die Jungfrau schläft (Spí panna v komoře) 7. Im Frühling (Na jaře) 8. Der bleiche Heinrich (Bledý Jindřich) 9. Ich armes Klosterfräulein (Já nebohá klášternice) 10. Legende (Legenda) | 10 písní pro hlas a klavír 1. slova Hermann Lingg 2. slova Emanuel Geibel 3. slova Nicolaus Lenau 4. slova Heinrich Heine 5. slova Georg Friedrich Daumer podle Háfize 6. slova Heinrich Heine 7. slova Julius Sturm 8. slova Heinrich Heine 9. slova Justinus Kerner 10. slova Ludwig Bowitsch |
| Píseň                       | 237     | 12    | 1872–1878 1872 1876 1877 1878 1876                | Šestero písní 1. Má dívenka jak růže 2. Kohoutek 3. Holubička z dubu 4. Pomoc pro náramnou lásku 5. V lese 6. Jarní | pro hlas a klavír 1. slova Robert Burns 2.–4. slova František Ladislav Čelakovský 5. slova Ladislav Quis 6. slova Klaus Grothe |
| Píseň                       | 243     | –     | 1878                                              | Lass mich von deinen Aug' (Nech mne ze svých očí) | |
| Píseň                       | 275     | –     | 1884                                              | Nevěrná píseň | pro 3 ženské hlasy |
| Píseň                       |         | –     | 1884                                              | Letní píseň | pro dva hlasy a klavír nebo harmonium |
| Píseň                       |         | –     | 1884                                              | Jarní píseň | pro dva hlasy a klavír nebo harmonium |
| Píseň                       | 289     | –     | 1884                                              | Společenská píseň | pro dva hlasy a klavír nebo harmonium |
| Píseň                       | 300     | 36    | 1891                                              | Jarní paprsky 1. Předtucha jara 2. Noční nálada 3. Pěvcova útěcha 4. Mignon 5. To tam! 6. Snící jezero 7. Večerní píseň 8. Večerní modlitba 9. Probuzení jara 10. Májová noc 11. Veselá dívčina 12. Opuštěná 13. Žena vojínova 14. Požehnání | 14 písní pro hlas a klavír 1. slova Jaroslav Vrchlický 2. slova Ladislav Dolanský podle Josepha von Eichendorffa 3. slova Ladislav Dolanský podle Justina Kernera 4. slova Ladislav Quis podle Johanna Wolfganga von Goetheho 5. slova Ladislav Dolanský podle Josepha von Eichendorffa 6. slova Ladislav Dolanský podle Julia Mosena 7. slova Ladislav Dolanský podle neznámého básníka 8. slova Ladislav Dolanský podle Josepha von Eichendorffa 9. slova Ferdinand Pujman podle Julia Sturma 10. slova Ferdinand Pujman podle Emanuela Geibela 11.–13. slova Ferdinand Pujman podle Klause Grotha 14. slova Ferdinand Pujman podle Johanna Georga Fischera |
| Píseň                       | 305     | –     | 1893                                              | Tys mi tak blízko | slova Jaroslav Vrchlický |
| Píseň                       |         | –     | 1893                                              | Když k vám vesel chodím | slova Jan Neruda |
| Píseň                       |         | –     | 1878 1894                                         | Mne z oka tvého nech | |
| Píseň                       | 316     | 45    | 1895                                              | Poupata 1. Před spaním 2. Pěnkava a sedmihlásek 3. Okáč 4. Lesní zvonky 5. Zahrajem si na vojáky | 5 dětských písní; slova Josef Václav Sládek a Vilma Sokolovská |
| Píseň                       | 317     | –     | 1895                                              | Drahý zpěvák | slova František Čelakovský |